# Pinnow (Uckermark)
Pinnow ist eine durch die Stadt Schwedt/Oder mitverwaltete Gemeinde im Landkreis Uckermark in Brandenburg (Deutschland).

## Geografie
Die Gemeinde Pinnow liegt zwischen den uckermärkischen Städten Schwedt/Oder im Osten und Angermünde im Westen. Charakteristisch für das Grundmoränengebiet sind die kuppigen Hügel und die zahlreichen zum Teil abflusslosen Seen in den Senken, von denen der Felchowsee, der unter Naturschutz steht, hervorzuheben wäre. Die Umgebung Pinnows ist durch intensive Landwirtschaft und viele Windenergieanlagen gekennzeichnet.
Die Gemeinde verfügt über keine Orts- oder Gemeindeteile.

## Geschichte
Der Name Pinnow ist ein Begriff slawischer Herkunft mit der Bedeutung „Ort, wo Baumstämme sind“. Der als Straßen- oder Straßenangerdorf angelegte Ort wurde 1354 als Pynnow erstmals erwähnt. Neben dem benachbarten Felchow war es lange im Besitz der Herren von Winterfeld. Von 1478 bis 1571 war Pinnow im Besitz des Adelsgeschlechts derer von Pfuel.

### Militär
Prägend für die jüngere Geschichte des Ortes war die Errichtung eines Munitionswerkes 1931, dessen Anlagen und Bunker nach 1945 gesprengt wurden. Die Bunkerreste waren noch 1968 im Wald des Objektes zu finden. Die DDR betrieb hier bis 1990 das Instandsetzungswerk Pinnow (IWP), das dem Kombinat Spezialtechnik Dresden angehörte. In den Objekten des Geländes wurden für die Nationale Volksarmee (NVA) Flugabwehrraketen sowjetischer Bauart, u. a. Flüssigbrennstoff-Raketen, gewartet, die damals im sogenannten Komplex 050 (ein Konvoi aus etwa 20 schweren LKW und Anhängern sowjetischer Bauart mit Abschussrampen, Raketen, Leittechnik und Antennen) in der Nacht über die Straße und nach einem Auffahrunfall 1968 vor den Toren des Erdölverarbeitungswerkes Schwedt ab 1969 auch per Bahn angeliefert wurden. Auch Wasserbombenwerfer, Messtechnik und Funktechnik der NVA-Volksmarine wurde repariert und geeicht. Für die Militärflugplätze der Luftstreitkräfte wurden Eisabtaugeräte auf der Basis des LKW IFA G5 und des MiG-17-Düsenaggregates gebaut. Mitte der 1980er Jahre wurden auch Panzerabwehrraketen in Lizenz produziert.
Das gesamte Objekt war in einzelne abgesperrte und bewachte Zonen 1 bis 4 aufgeteilt, wo je nach militärischer Wichtigkeit an der angelieferten Technik gearbeitet wurde. Das Betreten war nur unter Vorlage eines gültigen Zonenausweises am Kontrollpunkt möglich. Die Zone 4 (sogenanntes Zentrales Treib- und Schmierstofflager) war dabei besonders gesichert, die dort stationierten Soldaten und Beschäftigten hatten keinen Kontakt zu den übrigen Soldaten und Beschäftigten des IWP, denen auch das Betreten dieser Zone 4 nicht gestattet war. Das Gelände wurde sogar mit Signaldrahtanlagen gesichert.
Nach der politischen Wende 1990 siedelte sich auf dem Gelände eine Explosionsstoff-Entsorgungsfirma an, die Munition, Flugkörper, Raketen, Minen, Handgranaten, Zünder und pyrotechnisches Material aus osteuropäischer Herstellung demontiert, demilitarisiert und entsorgt. Seit 2007 arbeitet das Unternehmen auch in großem Umfang an der Entsorgung von NATO-Munition und-Raketen.
Verwaltungsgeschichte
Pinnow gehörte seit 1817 zum Kreis Angermünde in der preußischen Provinz Brandenburg und ab 1952 zum Kreis Angermünde im DDR-Bezirk Frankfurt (Oder). Seit 1993 liegt die Gemeinde im brandenburgischen Landkreis Uckermark. In der Gemeinde befand sich der Verwaltungssitz des Amtes Oder-Welse. Seit der Auflösung des Amtes Oder-Welse am 19. April 2022 wird die Gemeinde von der Stadt Schwedt/Oder mitverwaltet.

## Bevölkerungsentwicklung
| Jahr | Einwohner |
| ---- | --------- |
| 1875 | 443       |
| 1890 | 427       |
| 1910 | 472       |
| 1925 | 407       |
| 1933 | 453       |
| 1939 | 434       |

| Jahr | Einwohner |
| ---- | --------- |
| 1946 | 636       |
| 1950 | 670       |
| 1964 | 914       |
| 1971 | 744       |
| 1981 | 769       |
| 1985 | 887       |

| Jahr | Einwohner |
| ---- | --------- |
| 1990 | 876       |
| 1995 | 780       |
| 2000 | 904       |
| 2005 | 934       |
| 2010 | 916       |
| 2015 | 853       |

| Jahr | Einwohner |
| ---- | --------- |
| 2020 | 889       |
| 2021 | 886       |
| 2022 | 904       |
| 2023 | 885       |

Gebietsstand des jeweiligen Jahres, Einwohnerzahl: Stand 31. Dezember (ab 1991), ab 2011 auf Basis des Zensus 2011

## Politik

### Gemeindevertretung
Die Gemeindevertretung von Pinnow besteht aus zehn Gemeindevertretern und dem ehrenamtlichen Bürgermeister. Die Kommunalwahl am 26. Mai 2019 führte zu folgendem Ergebnis:
| Partei / Wählergruppe | Stimmenanteil | Sitze |
| --------------------- | ------------- | ----- |
| CDU                   | 47,0 %        | 5     |
| Liste für Pinnow      | 28,2 %        | 3     |
| Die Linke             | 18,9 %        | 2     |
| Bündnis 90/Die Grünen | 05,9 %        | –     |

### Bürgermeister
- 1998–2003: Mike Nagel (SPD)[11]
- 2003–2008: Udo Köhler (PDS)[12]
- seit 2008: Walter Kotzian (CDU)[13]

Kotzian wurde in der Bürgermeisterwahl am 9. Juni 2024 ohne Gegenkandidat mit 67,7 % der gültigen Stimmen für eine weitere Amtszeit von fünf Jahren gewählt.

## Sehenswürdigkeiten

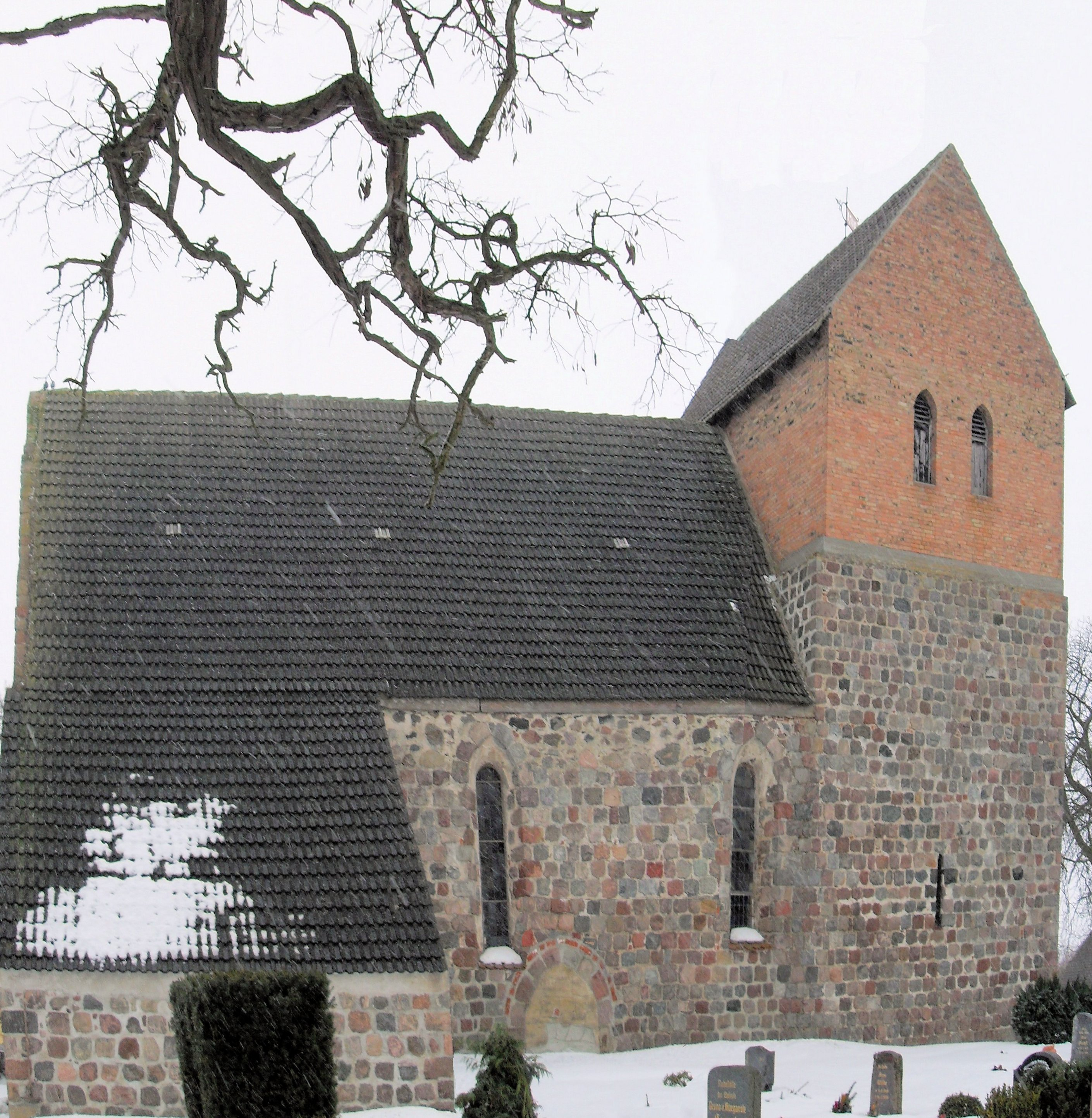
Pinnower Kirche

In der Liste der Baudenkmale in Pinnow (Uckermark) stehen die in der Denkmalliste des Landes Brandenburg eingetragenen Denkmale.

## Verkehr

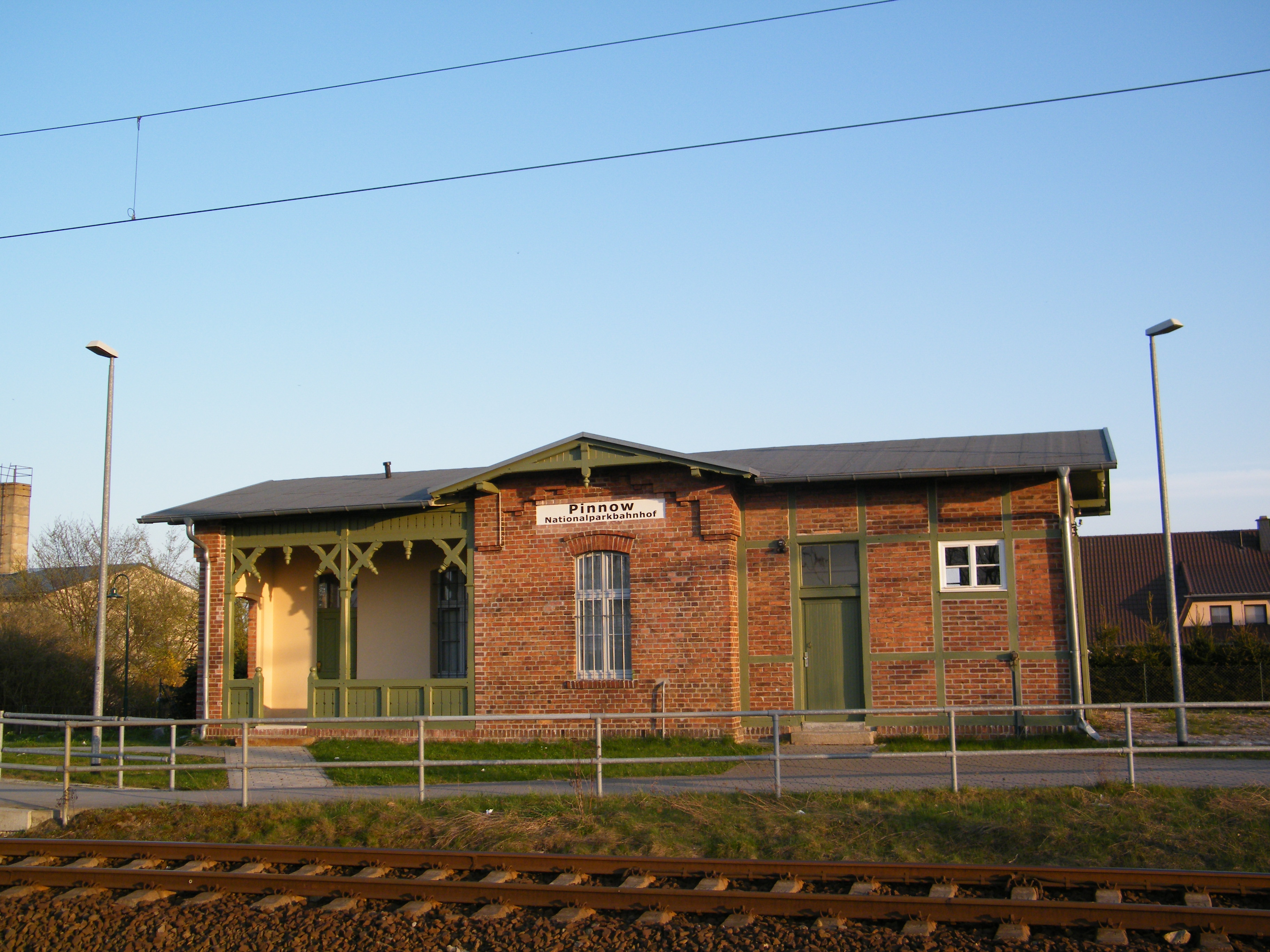
Bahnhof Pinnow (Uckermark)

Pinnow liegt an der Bundesstraße 2 zwischen Angermünde und Schwedt.
Der Bahnhof Pinnow (Uckermark) an der Bahnstrecke Angermünde–Schwedt wird von der Regionalexpresslinie RE 3 Schwedt–Berlin–Lutherstadt Wittenberg und der Regionalbahnlinie RB 61 Angermünde–Schwedt bedient.

## Persönlichkeiten
- Arthur Bülow (1901–1988), Ministerialbeamter im Bundesjustizministerium, in Pinnow geboren
- Franz Rös (1920–2011), Generalmajor der NVA, Kommandeur des KVP-Kommandos Pinnow
- Heinz Trautsch (* 1927), Generalleutnant der NVA, Ausbilder der Flak-Artillerieschule Pinnow
- Sophie Dreblow (* 1998), Volleyballspielerin, wuchs in Pinnow auf